# FK Proleter Zrenjanin

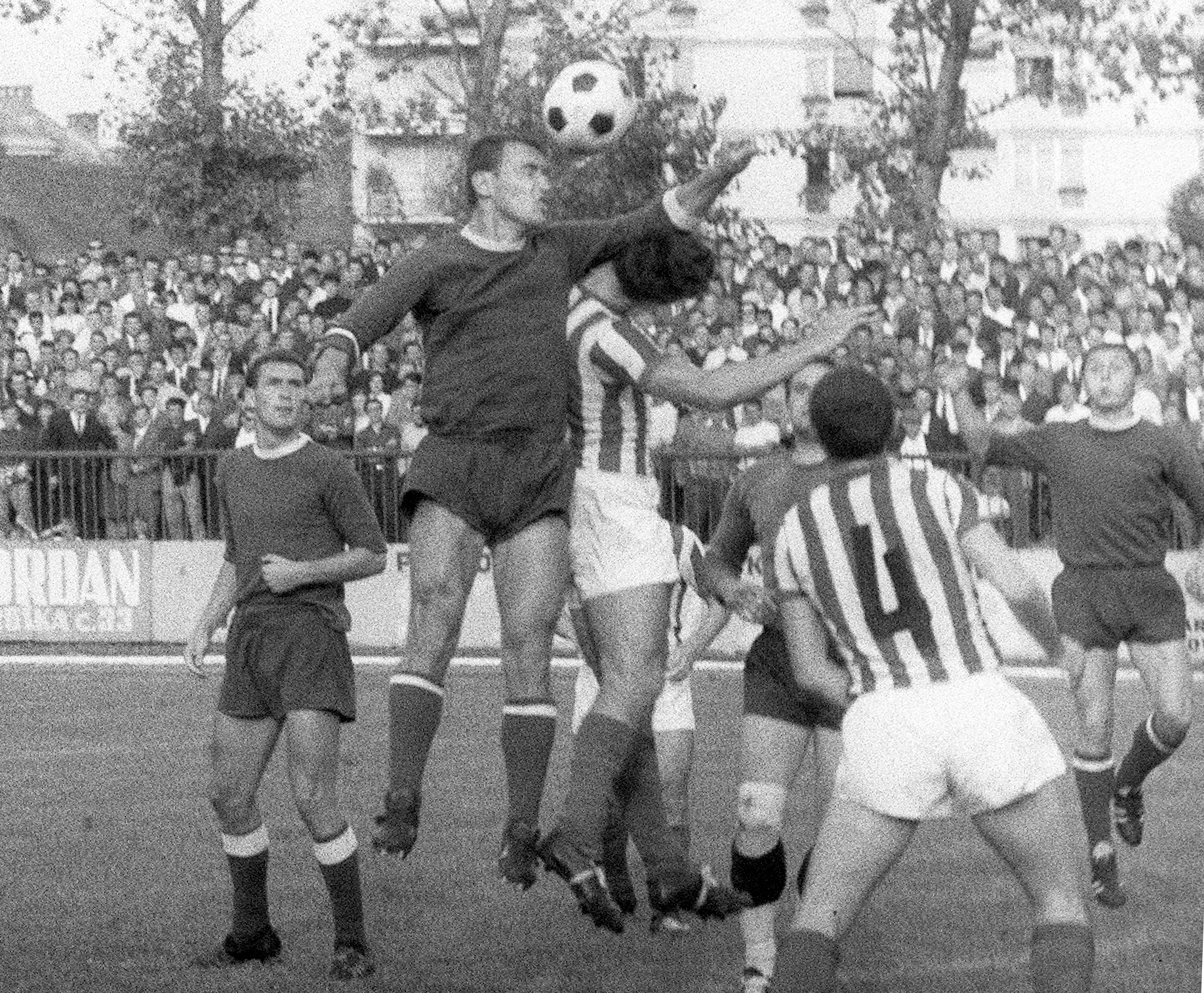
Ein Profi-Ligaspiel von Proleter Zrenjanin (1967).

Der FK Proleter Zrenjanin (serbisch: Фудбалски клуб Пролетер Зрењанин – ФК Пролетер Зрењанин, Fudbalski klub Proleter Zrenjanin – FK Proleter Zrenjanin, offiziell ФК Пролетер 2006, FK Proleter 2006), gewöhnlich als Proleter Zrenjanin oder Proleter Petrovgrad bekannt, kurz Proleter („Proletariat“), ist die Fußballabteilung von Proleter Zrenjanin, einem serbischen Sportverein aus Zrenjanin.
FK Proleter Zrenjanin entstand am 27. Juni 1947 durch die Fusion der meisten bis dahin existierenden Fußballvereine der Stadt, darunter des 1919 gegründeten AK Obilić, des 1921 gegründeten RSK Borac und des 1922 gegründeten ŽSK. In den 1930er gehörten diese Vereine zu den Top 20 der besten Klubs des Königreich Jugoslawien.
Proleter Zrenjanin spielt derzeit in der Liga von Zrenjanin, der fünften Spielklasse im serbischen Fußball. Seine ersten bedeutenden Erfolge erzielte der Verein Ende der 1960er, genauer von 1967 bis 1969, als man in der in die 1. Liga von Jugoslawien teilnahm. Erstklassig war Proleter wieder von 1973 bis 1975 und von 1990 bis 1992. Dazwischen verbrachte man die meiste Zeit in der 2. Liga und gehörte dort zu den erfolgreichsten Mannschaften.
Nach der Auflösung Jugoslawiens im Jahr 1992 spielte der Verein von da an in der neuformierten 1. Liga der Bundesrepublik Jugoslawien bis 2000. Danach folgte der sportliche und finanzielle Zerfall des Klubs. Am 11. Dezember 2005 wurde der Spielbetrieb eingestellt. Doch bereits 2006 wurde Proleter Zrenjanin neugegründet.